# Барабан (деталь)

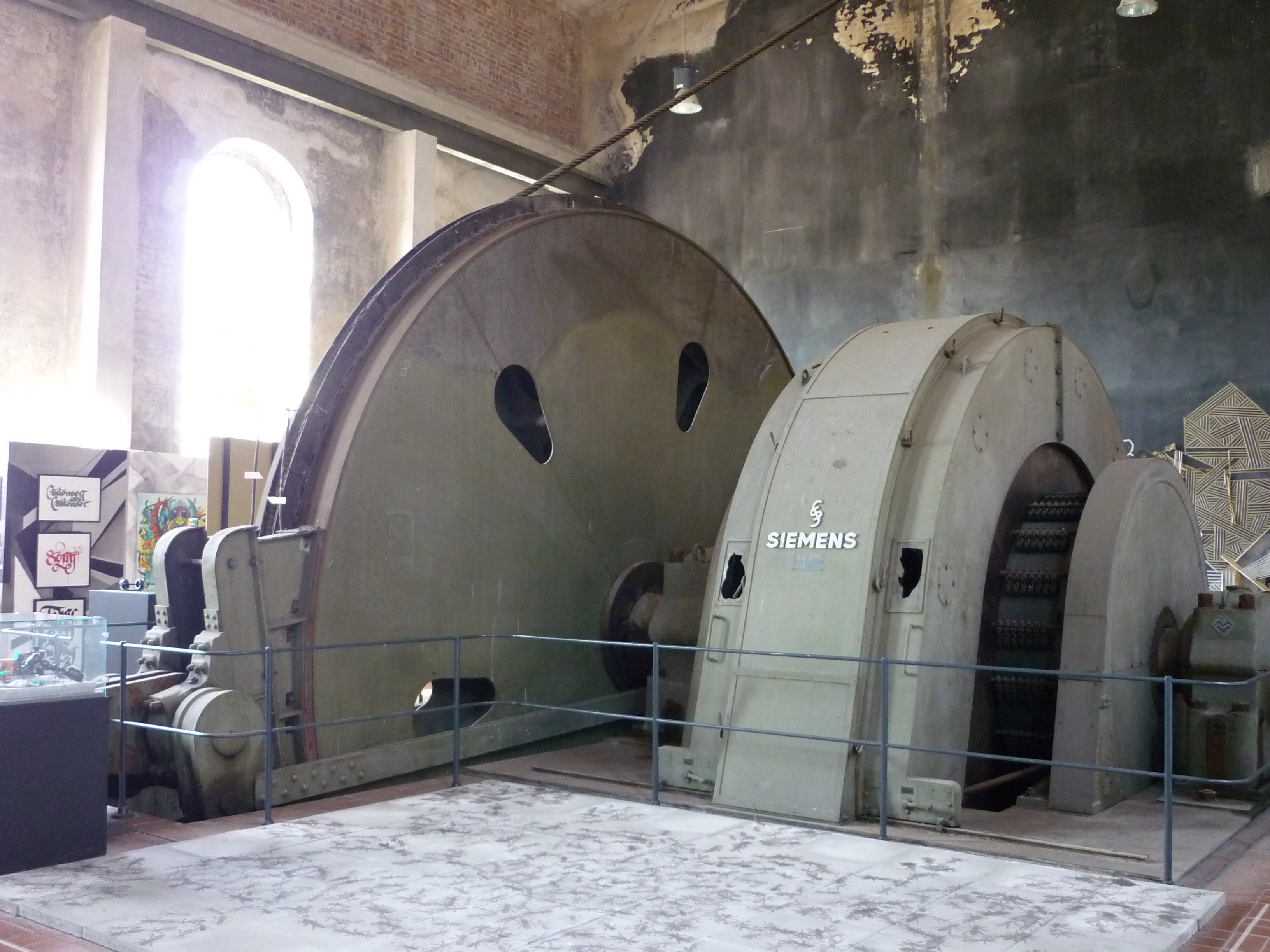
Шахтна підіймальна установка.

Барабан млина самоподрібнення.

Бараба́н — деталь у різних машинах і механізмах, яка має форму порожнистого циліндра, іноді конуса чи їх поєднання.

## Загальний опис
У робочих машинах поширені барабани періодичної та безперервної дії з використанням внутрішньої порожнини для надання відносного руху виробам — очисні, сушильні, промивні, підіймально-транспортні, барабанні млини, логістичні та ін. барабани.
- Очисні барабани служать для видалення з виливків формувальної землі та задирок.
- Сушильні барабани застосовують для сушіння сипких матеріалів, а також текстильних товарів після мокрої обробки.
- Промивні барабани використовуються в шкіряному та хутровому виробництві і є одним з основних апаратів для обробки шкіряної сировини та хутра. Вони виконані у вигляді циліндричних посудин, що обертаються навколо горизонтальної осі приводу. Такі барабани бувають: заглиблені, у яких зовнішні стінки рамні, решітчасті або сітчасті, а сам барабан знаходиться в чані, наповненому робочою рідиною; підвісні, у яких робоча рідина і оброблюваний напівфабрикат поміщаються всередині герметично закритої посудини, що обертається, підвішеного на опорах над підлогою. Крім того, промивальні барабани використовуються як машини промивання корисних копалин — це скрубери, бутари, скрубер-бутари, барабанні грохоти, бичеві мийки тощо.
- У підйомно-транспортних машинах поширені барабани:
  - З гладкою або з ґвинтовою канавкою зовнішньою поверхнею, на яку навивається канат або ланцюг для підйому або переміщення вантажу;
  - Приводні та натяжні барабани вантажоносносного органа конвеєра (найчастіше — конвеєрної стрічки);
  - Гальмівні барабани, на зовнішню чи внутрішню поверхню яких діють гальмівні колодки або гальмівна стрічка.
- Барабанні млини — машини для подрібнення вихідної гірничої маси в технології збагачення корисних копалин або підготовки енергетичного вугілля до спалювання на ТЕС. Конструктивно являють собою циліндр, що обертається (барабан), завантажений молольними тілами і подрібнюваним матеріалом.
- Логістичні барабани — котушка, циліндр великого розміру, на який намотують канати, дріт, гнучкі труби (колтюбінг) і т. ін.

## Приклади
Барабан підйомної машини, лебідки — орган намотування підйомних або тягових канатів. Розрізняють барабани підйомної (тягової) машини циліндричні та біциліндричні, а також розрізні та нерозрізні.
Барабан молотарки обладнаний бичами або штифтами, які забезпечують відокремлення зерна, наприклад, кукурудзи від качанів під дією ударних навантажень.
Барабан млина подрібнення корисних копалин конструктивно являє собою циліндр, що обертається (барабан), завантажений молольними тілами. Торці барабана закриті кришками (завантажувальною і розвантажувальною). При обертанні подрібнюючі тіла під впливом відцентрової сили, а також тертя між собою і футеровкою барабана підіймаються на певну висоту, падають, розбиваючи і стираючи матеріал, що знаходиться в барабанних млинах. Подрібнюючі тіла: сталеві кулі (кульові барабанні млини), стержні (стержневі барабанні млини), короткі трубки — цильпебси, а при самоподрібненні — шматки руди, у галькових млинах — галька (уламок гірської породи розміром від 10 до 100 мм, більш чи менш обкатаний водою річок або морів).
Барабан (зброя) — обертальна частина стрілецької зброї циліндричної форми, що слугує для постачання боєприпасів, кожен з яких міститься в окремій комірці. Використовується в револьверах, револьверних рушницях, револьверних гарматах.